# Jason Giambi
Jason Gilbert Giambi (ur. 8 stycznia 1971 w West Covina) – amerykański baseballista, który występował na pozycji pierwszobazowego.
Giambi studiował na Long Beach State University, gdzie w latach 1990–1992 występował na pozycji trzeciobazowego w drużynie uniwersyteckiej Long Beach State 49ers. W 1992 został wybrany w drugiej rundzie draftu przez Oakland Athletics i początkowo grał w klubach farmerskich tego zespołu, między innymi w Edmonton Trappers, reprezentującym poziom Triple-A. W 1992 wystąpił na Igrzyskach Olimpijskich, gdzie reprezentacja Stanów Zjednoczonych zajęła czwarte miejsce.
W Major League Baseball zadebiutował 8 maja 1995 jako designated hitter w meczu przeciwko Texas Rangers. W sezonie 2000 po raz pierwszy w karierze wystąpił w Meczu Gwiazd i został wybrany MVP American League. W latach 2000–2001 miał najlepszy w lidze wskaźnik on-base percentage (odpowiednio 0,476 i 0,477).
W grudniu 2001 podpisał siedmioletni kontrakt jako wolny agent z New York Yankees wart 120 milionów dolarów. W związku z aferą w firmie BALCo, trzy lata później zeznawał w sprawie zażywania niedozwolonych środków dopingujących i przyznał się do stosowania sterydów, które otrzymał od Grega Andersona, trenera kontroli wagi Barry'ego Bondsa, a także wstrzykiwania sobie hormonu wzrostu i testosteronu podczas sezonu 2003. W marcu 2009 zeznawał przeciwko Barry'emu Bondsowi w procesie dotyczącym zażywania niedozwolonych środków dopingujących.
Występował jeszcze ponownie w Oakland Athletics, a następnie w Colorado Rockies. W lutym 2013 podpisał kontrakt z Cleveland Indians. 8 września 2013 w meczu międzyligowym z New York Mets zaliczył 2000. uderzenie w MLB.
W lutym 2015 oficjalnie ogłosił zakończenie kariery zawodniczej.
| Nagroda/wyróżnienie     | Lata                         | Źródło |
| MVP American League     | 2000                         | [ 7 ]  |
| 5× All-Star             | 2000, 2001, 2002, 2003, 2004 | [ 5 ]  |
| 2× Silver Slugger Award | 2001, 2002                   | [ 5 ]  |